# Grave (Lutosławski)
Grave is een compositie van Witold Lutosławski. Het schreef deze metamorfoses voor cello en piano ter nagedachtenis van de Poolse musicoloog Stefan Jarocinski (1912-1980). Jarocinski was, aldus de overlevering, gespecialiseerd in de muziek van Claude Debussy. Lutosławski gebruikte dan ook als basis voor zijn werk een thema uit Pélleas et Mélisande uit 1895. Het eendelig werk voor cello en piano van circa zes minuten kreeg haar eerste opvoering op 22 april in Warschau. In 1982 arrangeerde de componist het naar een versie voor dertien strijkers, met een eerste uitvoering op 26 augustus 1982 in Parijs. Het arrangement is geschreven voor 7 violen (4 eerste/3 tweede), 3 altviolen, 2 celli en 1 contrabas.

## Discografie
- Uitgave Naxos: Rafal Kwistkowski met leden van het Pools Nationaal Radio-Symfonieorkest onder leiding van Antoni Wit
- Uitgave Nimbus: Raphael Wallfish met het Kamerorkest uit Pforzheim o.l.v. William Boughton
- en uitgaven op kleinere platenlabels